# Doxologia
En el cristianisme, la doxologia (del grec δόξα, "fama" o "opinió", i λόγος, "paraula" o "coneixement") és la lloança a Déu. Malgrat el fet que en la Grècia antiga la δόξα té un valor subjectiu, en el Cristianisme passa a expressar l'objectivitat absoluta: la realitat de Déu i les seves manifestacions.
El terme doxologia s'usa per indicar la propietat de donar glòria a Déu que ha de tenir el llenguatge teològic per ser autèntic. Quant a la litúrgia, indica l'oració de lloança dirigida al Déu dels cristians.
En la missa, la Gran doxologia és l'himne del Glòria, un himne amb el qual l'Església catòlica enalteix la Santíssima Trinitat. També hi ha doxologies menors, com aquella amb la qual l'oració eucarística es tanca: «Per Crist, amb ell i en ell...», amb la qual s'expressa solemnement la glorificació de Déu.
En la missa també s'usa la doxologia pronunciada pel sacerdot després del res del Parenostre:
«Allibereu-nos, Senyor, de tots els mals;
feu que hi hagi pau als nostres dies,
i per la vostra misericòrdia,
guardeu-nos de pecat
i de qualsevol pertorbació:
mentre esperem
l'acompliment de la nostra esperança,
la manifestació de Jesucrist,
el nostre Salvador», 
A continuació d'aquesta doxologia, n'hi una altra. És l'aclamació del poble en resposta al sacerdot:
"Perquè són vostres, per sempre,
el regne, el poder i la glòria."
Justament aquesta darrera doxologia va ser usada per Graham Greene per titular el seu gran llibre El poder i la glòria.
En la litúrgia de les hores, l'himne conclou amb la doxologia que sol dirigir-se a la persona divina en l'honor de la qual es canta («Quina alegria quan em digueren anem a la casa del senyor.», «Tu que vius i regnes amb el Pare en la unitat de l'Esperit Sant, etcètera.»). Al final de cada salm es recita la doxologia Gloria Patri. Aquesta tradició cristiana es deriva d'una pràctica similar de les sinagogues del judaisme.

## Doxologies trinitàries
El tipus més comú de doxologia menor cristiana, de vegades simplement cridada la doxologia (usada per catòlics, ortodoxos i moltes esglésies protestants, inclosos els metodistes), és el Glòria Patri, cridat així per les seves dues primeres paraules en llatí i dirigida a la Trinitat:
Gloria Patri, et Filio, et Spiritu Sancto. Sicut erat in principi, et nunc, et semper, et per sæcula sæculorum, Amen.
Gloria al Pare, i al Fill i a l'Esperit Sant. Com era en el principi, ara i sempre, pels segles dels segles. Amén.
En grec, aquesta doxologia diu:
Δόξα Πατρὶ καὶ Υἱῷ καὶ Ἁγίῳ Πνεύματι, καὶ νῦν καὶ ἀεὶ καὶ εἰς τοὺς αἰῶνας τῶν αἰώνων, Ἀμήν.
Aquesta doxologia, així com lloa al Déu cristià, es té com una petita declaració de fe en la igualtat de les tres persones de la Trinitat.
Una altra fórmula doxològica del mateix tipus és:
Per Crist, amb ell i en ell, vós Déu Pare omnipotent, en la unitat de l'Esperit Sant, rebeu tot honor i tota glòria, pels segles dels segles. Amén.

## Altres doxologies
No totes les doxologies es refereixen a la igualtat de les persones de la Trinitat cristiana, i algunes no es refereixen ni tan sols a la Trinitat. Una forma primerenca ("Gloria al Pare, amb el Fill, i a través de l'Esperit Sant") era usada originalment pels ortodoxos, però va acabar sent usada solament pels arrians i uns altres que neguen la divinitat del Fill i de l'Esperit Sant.
En l'ofici litúrgic de matines, la litúrgia ortodoxa especifica una gran doxologia per a dies de festa i una petita doxologia per a dies ordinaris (ambdues inclouen la doxologia dels evangelis Gloria in excelsis Deo de l'àngel a Lluc 2,14): Gloria a Déu a dalt del Cel, i a la terra pau als homes que estima el Senyor.). Una porció substancial d'aquesta doxologia és part de l'oració Gloria in exelsis de la missa catòlica del ritu romà.